# 五十狹城入彥皇子
五十狹城入彥皇子（日语：／ Isakiirihikonomiko，？—？）是日本古代《日本書紀》等記載的皇子，《日本書紀》稱其為五十狹城入彥皇子，其他文獻則稱為五十狹城入彥命，父親是第12代天皇景行天皇。《日本書紀》和《古事記》均沒有記載其事蹟。

## 系譜
按《日本書紀》記載，五十狹城入彥皇子是第12代景行天皇與第二任皇后八坂入媛命生下的7男6女中的十子。
按《先代舊事本紀》中的「天皇本紀」也記載了五十狹城入彥為景行天皇之子，並且指出他是三河長谷部直之祖。
另外，按《新撰姓氏錄》左京皇別 御使朝臣條和右京皇別御立史條記載，景行天皇之子氣入彥命奉應神天皇之命，成功在三河國捉拿了逃走的宮延雜使。由於，氣入彥命在記紀均沒有相關紀錄，因此被視為與五十狹城入彥皇子是同一人。

## 墓

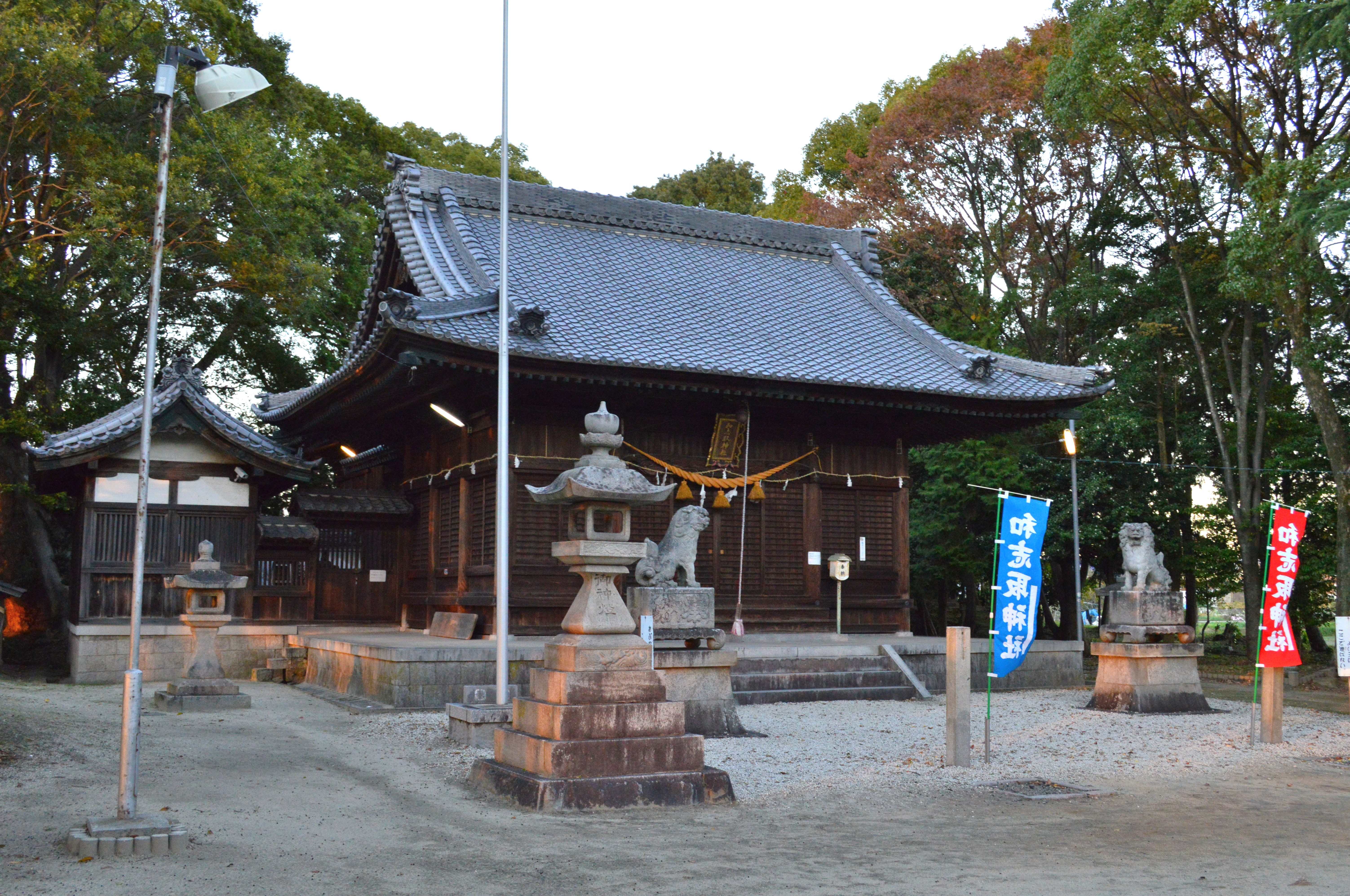
和志取神社（愛知県岡崎市）

五十狹城入彥皇子的墓地位於愛知縣岡崎市西本鄉町和志山，名為五十狹城入彥皇子墓。考古學上則稱為和志山古墳。
古墳的墳丘長60米的前方後圓墳，估計是建成於古墳時代中期前葉。周圍有7座古墳，其中五座為陪塚。1896年，宮內省（現宮內廳）將古墳指定為陵墓傳說地，在經過調查後於1941年指定為五十狹城入彥皇子的墓地。
古墳附近，有以五十狹城入彥為祭神的式内社論社的和志取神社（岡崎市西本鄉町御立），相傳是由於五十狹城入彥在當地成功擊敗逆臣大王主（大任主）而建立的神社。按《和名抄》記載，西本鄉和東本鄉被推定為三河國碧海郡谷部鄉，因此顯示五十狹城入彥的後裔長谷部氏曾經在當地定居。